# جاناتان هاوس
جاناتان هاوس (به انگلیسی: Jonathan House) یک مورخ تاریخ نظامی آمریکایی و نویسنده است. او استاد بازنشسته تاریخ نظامی در کالج فرماندهی و ستاد کل ارتش ایالات متحده است. هاوس یک مرجع برجسته در تاریخ نظامی شوروی است، با تأکید بر جنگ جهانی دوم و تأثیر شوروی بر دکترین عملیاتی مدرن. به همراه دیوید گلانتز، او چندین کتاب در مورد عملیات ارتش سرخ در جبهه شرقی (جنگ جهانی دوم) نوشته‌است.